# Alstonia beatricis
Espèce
Statut de conservation UICN

 VU D2 : Vulnérable
Alstonia beatricis est une espèce de plantes de la famille des Apocynaceae.

## Publication originale
- Blumea 41: 29. 1996.